# Ophicrania viridinervis
Ophicrania viridinervis är en insektsart som först beskrevs av Carl Stål 1875.  Ophicrania viridinervis ingår i släktet Ophicrania och familjen Phasmatidae. Inga underarter finns listade i Catalogue of Life.